# Podoscirtus
Podoscirtus is een geslacht van rechtvleugeligen uit de familie krekels (Gryllidae). De wetenschappelijke naam van dit geslacht is voor het eerst geldig gepubliceerd in 1838 door Serville.

## Soorten
Het geslacht Podoscirtus  is monotypisch en omvat slechts de volgende soort:
- Podoscirtus crocinus (Serville, 1838)